# Step by Step (singel TVXQ)
Step by Step – dziewiąty singel południowokoreańskiego zespołu TVXQ, wydany w Japonii 24 stycznia 2007 roku przez Rhythm Zone. Został wydany w dwóch edycjach: limitowanej CD+DVD oraz regularnej CD. Osiągnął 7 pozycję w rankingu Oricon i pozostał na liście przez 5 tygodni, sprzedał się w nakładzie 29 144 egzemplarzy w Japonii i 11 270 w Korei Południowej.
Piosenka tytułowa została użyta jako piosenka przewodnia TV dramy Kazoku zenzai (jap. 家族善哉).

## Lista utworów

### CD
| CD | CD                          | CD           | CD            | CD            | CD      |
| Nr | Tytuł utworu                | Tekst        | Kompozycja    | Aranżacja     | Długość |
| -- | --------------------------- | ------------ | ------------- | ------------- | ------- |
| 1. | „Step by Step”              | H.U.B        | Kazuhiro Hara | Kazuhiro Hara |         |
| 2. | „PROUD”                     | Ryōji Sonoda | Jin Nakamura  | Jin Nakamura  |         |
| 3. | „PROUD” (A capella ver.)    | Ryōji Sonoda | Jin Nakamura  | Jin Nakamura  |         |
| 4. | „Step by Step” (Less Vocal) |              | Kazuhiro Hara | Kazuhiro Hara |         |
| 5. | „PROUD” (Less Vocal)        |              | Jin Nakamura  | Jin Nakamura  |         |

### CD+DVD
| CD | CD                          | CD           | CD            | CD            | CD      |
| Nr | Tytuł utworu                | Tekst        | Kompozycja    | Aranżacja     | Długość |
| -- | --------------------------- | ------------ | ------------- | ------------- | ------- |
| 1. | „Step by Step”              | H.U.B        | Kazuhiro Hara | Kazuhiro Hara |         |
| 2. | „PROUD”                     | Ryōji Sonoda | Jin Nakamura  | Jin Nakamura  |         |
| 3. | „Step by Step” (Less Vocal) |              | Kazuhiro Hara | Kazuhiro Hara |         |
| 4. | „PROUD” (Less Vocal)        |              | Jin Nakamura  | Jin Nakamura  |         |

| DVD | DVD                                 | DVD     |
| Nr  | Tytuł utworu                        | Długość |
| --- | ----------------------------------- | ------- |
| 1.  | „Step by Step” (Video Clip)         |         |
| 2.  | „Off Shot Movie” (First Press only) |         |